# Diospyros kaki
Diospyros kaki, numit și curmal japonez, este cea mai răspândită specie cultivată din genul Diospyros. Deși prima sa descriere botanică nu a fost publicată decât în 1780, arborele de kaki este printre cele mai vechi plante cultivate, fiind în uz în China de mai bine de 2000 de ani.

## Copac

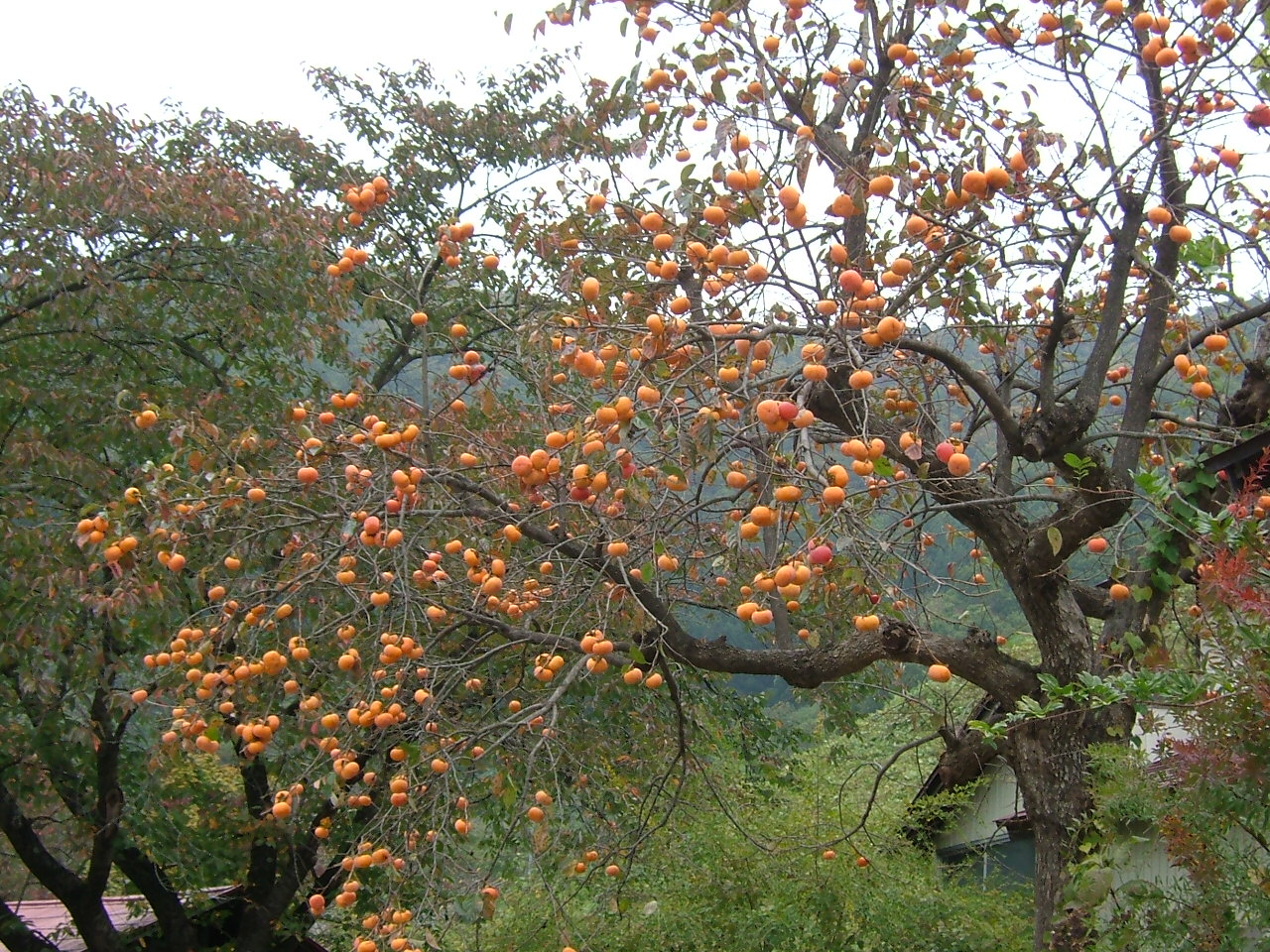
Un copac kaki în orașul Nanyo, Yamagata, Japonia.

Asemănător ca formă cu un măr, acest arbore crește până la 10 m. Frunzele sale căzătoare sunt de culoare verde sau verde-închis, late, lanceolate, rigide. Înflorind din mai până în iunie, copacii sunt de obicei fie de sex masculin, fie femenin, dar unii produc ambele tipuri de flori. În plus, sexul unui copac poate varia de la an la an. În mod neobișnuit, fructele de kaki se coc atunci când frunzele au căzut în mare parte de pe copac, de obicei în octombrie și noiembrie (emisfera nordică).

## Floare
De obicei, copacii kaki nu poartă flori până la vârsta de 3 până la 6 ani. Florile au 2-2,5 cm și apar la sfârșitul primăverii sau începutul verii, în funcție de soi și de zona de creștere. Florile tubulare au o culoare albă-crem.
Toate soiurile (partenocarpice) vor produce fructe fără semințe în absența polenizării, dar florile lor polenizate vor produce mai multe fructe pline de semințe. Specia suferă de obicei o cădere masivă de fructe. Prima cădere a fructelor are loc la scurt timp după înflorire, când cad aproximativ jumătate. A doua cădere are loc în august. După aceasta, restul fructelor rămân de obicei pe copac și se maturizează. Căderea fructelor depinde de condițiile climatice și de disponibilitatea apei. Polenizarea nu este necesară pentru apariția fructelor, dar poate ajuta la reducerea căderii fructelor după condiții climatice adverse sau perioade de secetă. 

## Fructe

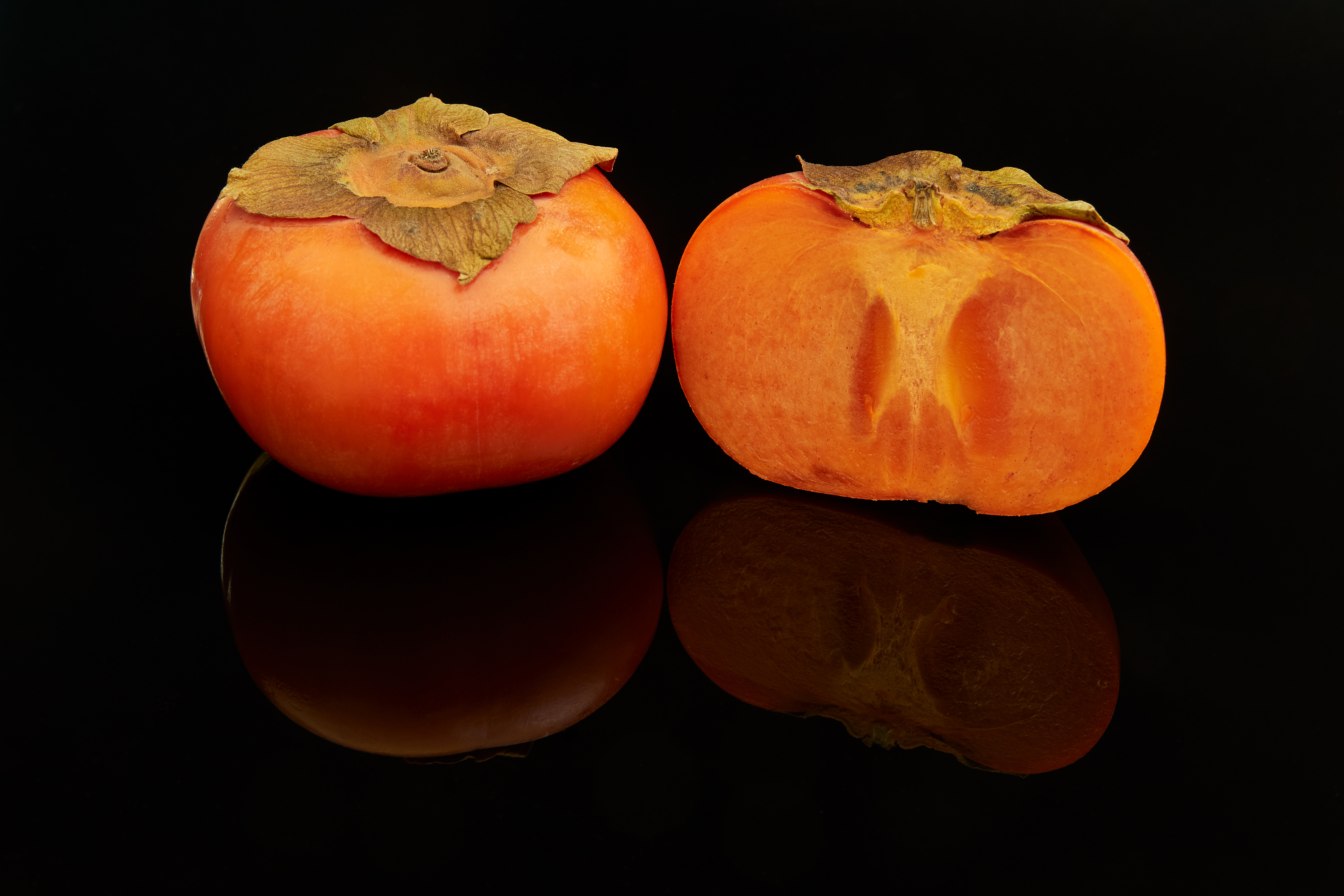
Două fructe kaki, unul tăiat în două.

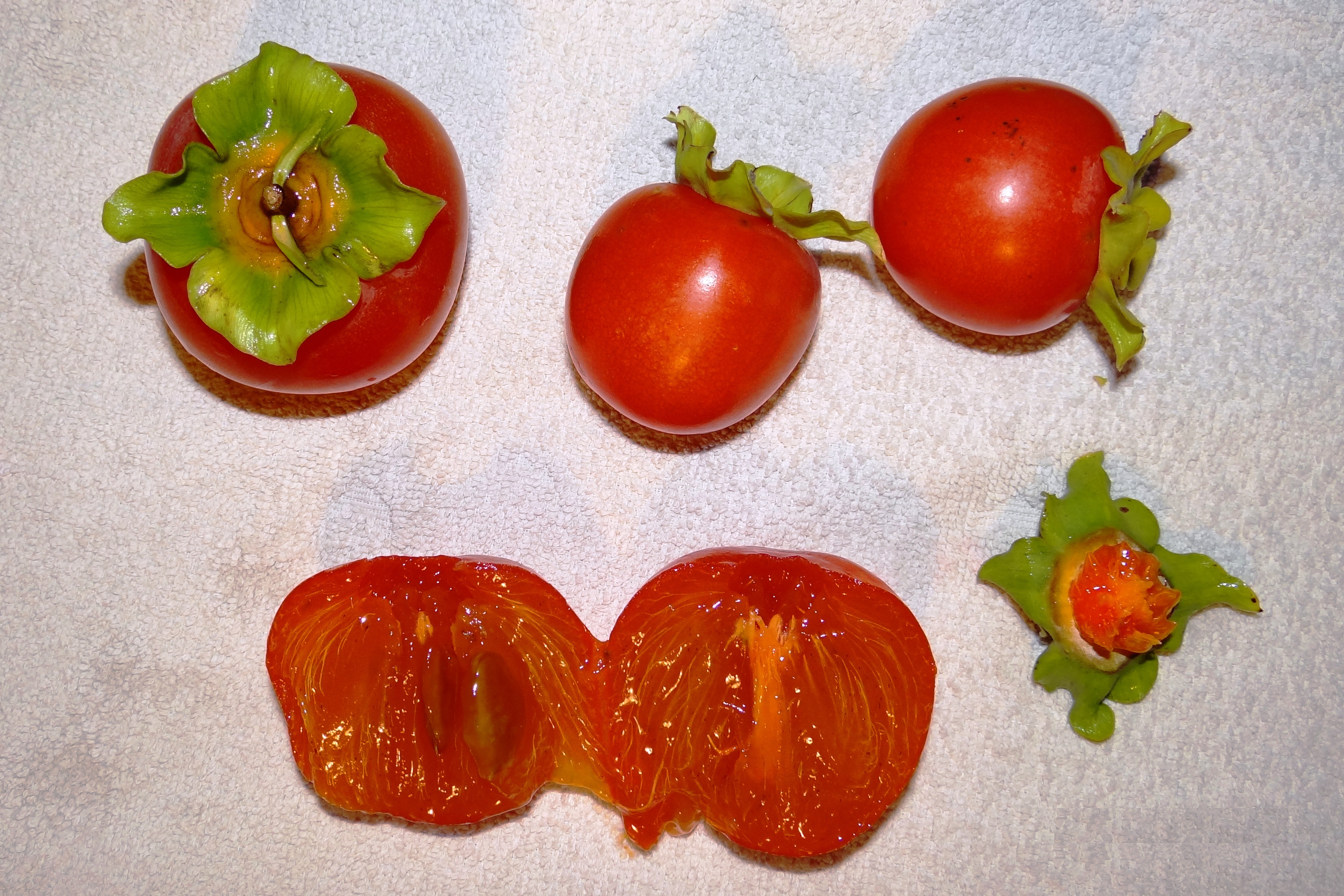
Fructul kaki.

Kaki este un fruct dulce comestibil, ușor acidulat, cu o textură moale până la ocazional fibroasă. Această specie a fost cultivată pentru prima dată în China cu peste 2000 de ani în urmă și introdusă în Japonia în secolul al VII-lea și în Coreea în secolul al XIV-lea. În secolul al XIX-lea a fostă introdus în California și în sudul Europei, iar în Brazilia în anii 1890. Au fost selecționate numeroase soiuri, unul din ele fiind Diospyros kaki var. sylvestris Makino.
Când este copt, fructul reprezintă un jeleu gros, pulpos, învelit cu o coajă cerată. Fructul sferic spre oval poate cântări până la 500 g. Coaja netedă, strălucitoare și subțire variază în nuanțe de la galben la roșu-portocaliu.
Conținutul ridicat de tanin a kaki-ului încă imatur oferă o componentă amară care amintește de castanul crud nedecojit. Gustul neplăcut, cauzat de taninuri, dispare complet în timpul procesului de coacere.

## Cultivare

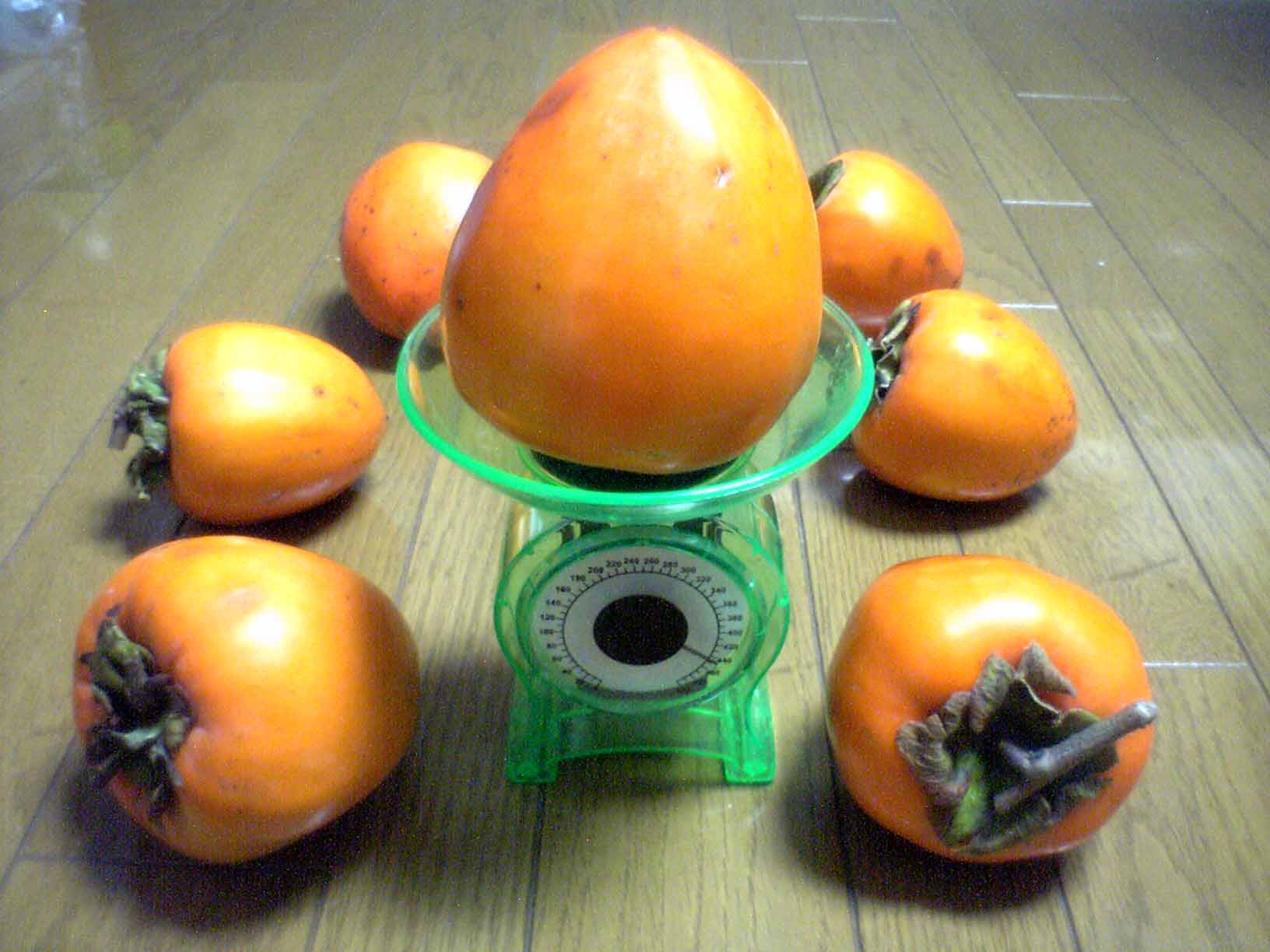
Soiul "Koushu-Hyakume" (astringent - pentru uscare)

Kaki sunt cultivate în întreaga lume, cu 90% din total în China, Japonia și Coreea. În Asia de Est, perioada principală de recoltare a kaki este în lunile octombrie și noiembrie. Copacilor le cad frunzele până la recoltare. Ocazional, fructul viu colorat este lăsat nerecoltat pe pom pentru un efect decorativ.
Cultivarea acestei specii s-a răspândit la început în Asia de Est. Din secolul al XIX-lea kaki a înlocuit parțial persimonul caucazian (Diospyros lotus) în unele țări din Europa de Sud și Asia de Vest, deoarece kaki au fructe mai mari decât persimonul; cultivarea sa în California a început în acel moment.